# Музей конопли (Япония)
Mузей конопли (яп. 大麻博物館 Тайма хакубуцукан) — единственный музей в Японии, посвящённый истории конопли и коноплеводства. Находится в посёлке Насу префектуры Тотиги. Музей был создан в 2001 году Дзюнъити Такаясу (яп. 高安淳一), специалистом по истории конопли в Японии.

## История
Музей конопли был основан Дзюнъити Такаясу, которого газета The Japan Times назвала «одним из ведущих японских экспертов по конопле». Интерес к выращиванию конопли возник у Такаясу после прочитанных в детстве книг, в которых ниндзя тренировались, прыгая через растения конопли. Музей, который работает в бревенчатом доме в Насу, префектура Тотиги, открылся в декабре 2001 года как учреждение, посвящённое истории конопли в Японии. Это единственный музей в Японии, посвящённый конопле, и особенно сосредоточенный на истории конопли в Тотиги; префектура как исторически, так и в настоящее время является значительным производителем конопли, и по состоянию на 2007 год выращивает около 90 % коммерческой конопли в Японии.

## Экспонаты и коллекции
Музей занимается историей конопли и связанных с ней сельского хозяйства и технологий, сохранением исторических артефактов, связанных с коноплей, и просвещением общественности о практическом использовании конопли. Поскольку в Японии конопля по-прежнему запрещена для личного и медицинского использования и к конопле по-прежнему приковано сильное общественное осуждение, музей стремится повысить осведомлённость о преимуществах конопли и различиях между коноплей и марихуаной[уточнить].
В коллекцию музея входят ксилографии XVII века, изображающие женщин, прядущих конопляное волокно, исторические фотографии крестьян, выращивающих коноплю, и действующий ткацкий станок, на котором демонстрируется плетение конопли. В музее также есть интерактивный экспонат, посвящённый качеству конопляного текстиля, где посетители могут сравнить мягкость конопли с другими тканями, такими как лён. Также предлагаются экскурсии на легальные конопляные фермы Тотиги.